# RPM Racing
RPM Racing est un jeu vidéo de course développé par Silicon & Synapse et édité par Interplay Entertainment en 1991 sur Super Nintendo. C’est un remake du jeu Racing Destruction Set développé par Electronic Arts et publié en 1985 sur Commodore 64. D’après ses développeurs, RPM Racing est le premier jeu développé aux États-Unis pour la Super Nintendo.